# Bembicinae
De Bembicinae vormen een onderfamilie van de wespenfamilie Crabronidae. Ze omvat 80 geslachten en meer dan 1800 soorten.
Bembicinae werden vroeger beschouwd als aparte familie maar maken nu deel uit van de familie Crabronidae.

## Geslachtengroepen
- Alyssontini
- Bembicini
- Gorytini
- Heliocausini
- Nyssonini
- Stizini